# Table des caractères Unicode/UFE00
Cette page contient des caractères spéciaux ou non latins. S’ils s’affichent mal (▯, ?, etc.), consultez la page d’aide Unicode.
Table des caractères Unicode U+FE00 à U+FE0F.

## Sélecteurs de variante(Unicode 3.2)
Les points de code U+FE00 à U+FE0F sont réservés par le standard Unicode et ne s’utilisent pas isolément. Tout sélecteur de variante ne peut être utilisé dans un texte qu’après un autre caractère de base (non diacritique), dont il peut modifier la forme graphique pour correspondre aux usages demandés par certaines écritures (quand celles-ci ont été unifiées en représentant les différentes formes d’un même caractère abstrait de base sous un point de code unique).
Les sélecteurs de variantes ne peuvent pas être utilisés librement. Seules les paires (contenant chacune un caractère de base et un sélecteur de variante) listées dans les tables de données Unicode sont autorisées. La paire doit être traitée comme une entité unique. Si les variantes valides ainsi sélectionnées ne sont pas disponibles dans une police de caractère ou dans un traitement, la paire doit être traitée comme si le sélecteur de variante était absent (ce qui revient à ignorer le sélecteur de variante codé). Également, les sélecteur de variantes sont ignorables (par défaut) lors de l’ordonnancement (tri, ou classification des textes).
Deux sélecteurs de variante ont un usage spécial dans Unicode en liaison avec la représentation des émoticônes ou émojis. Le sélecteur de variante numéro 16 est maintenant utilisé pour modifier les caractères (dont de nombreux symboles) et indiquer qu'ils devraient adopter une présentation dans leur variante émoji (souvent alors multicolore). Il est nécessaire en cas de formation de combinaison incluant ces symboles pour former un seul émoji. À l'inverse, le sélecteur de variante numéro 15 est utilisé pour modifier les caractères et indiquer qu'ils ne devraient pas adopter une présentation émoji mais afficher toujours leur variante symbolique textuelle.
Ces variantes, comme toutes les autres, doivent être préalablement enregistrées comme valides dans la base de données Unicode avant de les utiliser. Les polices de caractères disposant des deux variantes pourront choisir correctement, mais par défaut (sans sélecteur) peuvent adopter la variante qu'elles désirent. Si une police de caractère n'a qu'une seule variante (émoji ou textuelle) un moteur de rendu n'ayant pas d'autre choix de police de caractères pourra afficher cette variante même si ce n'est pas celle indiquée par le sélecteur (car il est alors ignoré).

### Table des caractères
| en fr  | 0     | 1     | 2     | 3     | 4     | 5     | 6     | 7     | 8     | 9      | A      | B      | C      | D      | E      | F      |
| ------ | ----- | ----- | ----- | ----- | ----- | ----- | ----- | ----- | ----- | ------ | ------ | ------ | ------ | ------ | ------ | ------ |
| U+FE00 | S V 1 | S V 2 | S V 3 | S V 4 | S V 5 | S V 6 | S V 7 | S V 8 | S V 9 | S V 10 | S V 11 | S V 12 | S V 13 | S V 14 | S V 15 | S V 16 |